# Pseudione chiloensis
Pseudione chiloensis is een pissebed uit de familie Bopyridae. De wetenschappelijke naam van de soort is voor het eerst geldig gepubliceerd in 1997 door Rom n-Contreras & Wehrtmann.